# Gashaka-Gumti-Nationalpark
Der Gashaka-Gumti-Nationalpark ist der größte Nationalpark in Nigeria. Er liegt in den östlichen Provinzen Taraba und Adamawa an der Grenze zu Kamerun und bedeckt eine Fläche von 6670 km². Der Nationalpark wurde 1991 durch die Zusammenlegung der Wildtierreservate Gashaka und Gumti gegründet.

## Geografie
Das nördliche Gebiet um die Ortschaft Gumti ist ein relativ flaches Terrain und liegt auf dem Mambilla-Plateau, ca. 430 Meter über dem Meeresspiegel. Es wird von großen Waldgebieten und Grassavannen belegt, die dem Vegetationstyp der Westlichen Sudan Savanne entsprechen.
Das südliche Gebiet, um die Ortschaft Gashaka, wird durch sehr gebirgige, steile Berghänge und tief eingeschnittene Täler und Schluchten charakterisiert. In ihm liegt der höchste Berg Nigerias, der 2416 Meter hohe Chappal Waddi. Die Vegetation dieses Sektors wird von großen tropischen Regenwäldern bestimmt, welche mit Gebirgs-Grassavannen durchsetzt sind. In diesem gebirgigen Terrain liegen viele kleine Seen, die von Bächen und kleineren Flüssen gespeist werden, von denen der größte der Taraba ist. Der Nationalpark liegt im Einzugsgebiet des Benue, dem größten Fluss Ostnigerias und dem größten Zufluss des Nigers.

## Flora
Die Baumbestände der Westlichen Sudan Savanne werden durch die Baumarten Daniellia oliveri, Lophira lanceolata, Afzelia africana, Isoberlinia doka und der Burkea africana dominiert.
In flachen Gebieten des nördlichen Sektors werden die Flachlandwälder durch den Limbabaum (Terminalia superba), den Khaya grandifoliola und den Iriko (Milicia excelsa) dominiert. In dem gebirgigen südlichen Sektor werden die Regenwälder durch die Syzygium guineense, Prunus africana und Ilex mitis dominiert. In den Gebirgs-Grassavannen stehen auch die Arten Loudetia simplex und Andropogon.

## Fauna
Die Fauna des Nationalparks ist sehr vielfältig. So wurden 103 Säugetierarten bei Zählungen aufgezeichnet. Die größte Population in Nigeria an Schimpansen (Pan troglodytes) findet sich innerhalb der Grenzen des Nationalparks. Zu ihrem Schutz wurde das Gashaka Primate Project ins Leben gerufen. Ferner leben im Nationalpark der afrikanische Elefant (Loxodonta africana), der afrikanische Wildhund (Lycaon pictus), die Riesen-Elenantilope (Taurotragus derbianus), die Pferdeantilope (Hippotragus equinus) und der Bergriedbock (Redunca fulvorufula) in größeren Beständen.
Die Avifauna ist sehr reichhaltig, so werden die Bestände auf bis 1 Mio. Vögel geschätzt. Die Anzahl der bisher bei Zählungen aufgezeichneten Vogelarten beträgt ca. 366. Es werden Schätzungen zufolge 300 bis 500 Arten an Schmetterlingen innerhalb der Parkgrenzen vermutet.